# Grangeria
Grangeria, Comm. ex Juss., é um género botânico pertencente à família Chrysobalanaceae.

## Espécies
- Grangeria borbonica
- Grangeria brasiliensis
- Grangeria buxifolia
- Grangeria madagascariensis O. Hoffmgg.
- Grangeria porosa